# Genij zmage
Genij zmage je Michelangelova marmorna skulptura iz leta 1532–1534, izdelana kot del zasnove za nagrobnik papeža Julija II. Visok je 2,61 m in je zdaj v Salone dei Cinquecento v Palazzo Vecchio v Firencah.

## Zgodovina
Natančen datum izvedbe kipa ni znan, običajno pa je povezan s projektom za nagrobnik papeža Julija II. Domneva se, da je bil namenjen eni od spodnjih niš enega od zadnjih projektov za nagrobnik, morda tistega iz leta 1532, za katerega so morda bili namenjeni tudi tako imenovani Sužnji, ki so zdaj v Galleria dell'Accademia v Firencah. Po drugi strani pa je bil spomenik morda povezan s podobnim parom borcev, glinenim modelom v Casa Buonarroti – tako imenovanim Hercules-Samson.
Z nedokončanim slavnim kipom tvori Zmaga zanimivo opombo v zgodovini: ostal v umetnikovem ateljeju po njegovem dokončnem odhodu iz Firenc leta 1534 je postal last njegovega nečaka Leonarda Buonarrotija, ki ga je leta 1544 prvič poskušal prodati, ne da bi pridobil potrebno pooblastilo strica. Nato jo je na predlog Danieleja da Volterre skušal postaviti na Michelangelovo grobnico v Santa Croce (1564), a je bil  Giorgio Vasari, ki je preoblikoval notranjost cerkve, proti temu, da bi ga tam uporabili. Na Vasarijev predlog je kip tistega leta dobil vojvoda Cosimo I. Medičejski. Dva zgodnja »Sužnja«, ki sta bila prvotno namenjena Julijevemu nagrobniku, sta končala v Franciji, medtem ko so štiri večje figure, ustvarjene veliko pozneje, zdaj v Firencah v Accademia, po umetnikovi smrti sprva postavljene v Buontalentijevo Grotto v vrtovih Boboli. Genij zmage je okrasil Salone dei Cinquecento v Palazzo Vecchio. Postavljen je bil ob steno, med druge zmagovalne skupine, ki jih je navdihnil Michelangelo, kot so kipi Herkulovih del Vincenza de' Rossija in drugi.
Leta 1868, tri leta po odprtju Narodnega muzeja Bargello, je bil kip vključen v zbirko florentinskih skulptur, zbranih v muzeju. Vrnjen je bila v Palazzo Vecchio 6. novembra 1921 in postavljen v nišo na sredini zadnje stene sobe, kjer je od takrat, ko so bile Firence glavno mesto Italije (1865), stal kip Savonarole iz 19. stoletja (zdaj na Piazzi Savonarola). Šele v zadnjih letih se je Genij zmage vrnila na nekdanji položaj ob desni steni.

## Opis
Datiranje in pripis kipa projektu nagrobnika temeljita na slogovnih elementih, ki povezujejo delo s Sužnji: zvitost telesa in živahna anatomija ter primerljiva razmerja. Poleg tega ima glava krono iz hrastovih listov, ki namigujejo na emblem Della Rovere. Skulptura ne predstavlja trenutka boja, temveč služi kot [[alegorija]g zmage. Prikazuje zmagovalca, ki z veliko agilnostjo prevladuje nad podrejenim poražencem, z eno nogo, ki blokira telo ujetnika, ki je zložen in priklenjen. Mladenič, ki je zmagovalec, je lep in eleganten, medtem ko je prevladujoči moški star in bradat, oblečen v oblačilo starodavnega rimskega bojevnika. Površine so ekspresivno obdelane, da se poveča kontrast med obema figurama: mlada do popolnosti polirana, stara hrapava in nepopolna, ki še vedno ohranja stisnjeno balvansko trdnost težkega kamna, iz katerega je bila izdelana.
Po mnenju nekaterih znanstvenikov je bil navdih za naslovno osebnost Tommaso dei Cavalieri, mladi rimski plemič, ki ga je Michelangelo poznal v Rimu leta 1532, ki mu je posvetil ljubezenske pesmi, starejša figura pa aludira na samega Michelangela. 